# Рівненська сільська рада (Покровський район)
| Рівненська сільська рада — колишній орган місцевого самоврядування у Покровському районі Донецької області з адміністративним центром у с. Рівне. Сільській раді підпорядковані населені пункти: - с. Рівне - с. Красний Лиман - с. Сухецьке |

## Склад ради
Рада складається з 16 депутатів та голови.

## Керівний склад сільської ради
| ПІБ                            | Основні відомості                                                         | Дата обрання | Дата звільнення |
| ------------------------------ | ------------------------------------------------------------------------- | ------------ | --------------- |
| Бессонов Олександр Олексійович | Сільський голова, 1958 року народження, освіта, член Партії регіонів      | 26.03.2006   | 31.10.2010      |
| Бессонов Олександр Олексійович | Сільський голова, 1958 року народження, освіта вища, член Партії регіонів | 31.10.2010   |                 |

Примітка: таблиця складена за даними джерела